# کنار روزی
کنار روزی یا تشریق صبحگاهی یا طلوع سالانه (به انگلیسی heliacal rising) به نخستین زمان دیده شدن یک ستاره یا سیاره برای نخستین‌بار در سال گفته می‌شود. این دیدار، همیشه لحظه‌هایی پیش از طلوع خورشید و کمی بالای افق شرقی اتفاق می‌افتد. آنگاه ستاره تا زمان تغریب (غروب سالانه) هر شب در آسمان دیده خواهد شد. 
از دید ناظر زمینی، خورشید نسبت به ستاره‌های دیگر، هر روز حدود یک درجه به سمت شرق بر روی مسیری که به آن دائرةالبروج می‌گویند حرکت می‌کند. وقتی خورشید از ستاره‌ای بگذرد، دیگر نمی‌توان آن ستاره را دید چرا که ستاره در آسمان روز بالای افق قرار می‌گیرد. کنار روزی زمانی اتفاق می‌افتد که خورشید آن قدر از ستاره گذشته باشد که ستاره پیش از طلوع خورشید، از افق شرقی اندکی بالا آمده و قابل دیدن باشد. هر روز پس از کنار روزی، ستاره کمی زودتر طلوع می‌کند و پیش از آن که نور روز آن را ناپدید کند، زودتر در آسمان دیده می‌شود.

## ظهور شامگاهی
ظهور یا تشریق شامگاهی (به انگلیسی acronychal rising) یک ستاره یا سیاره به برخاستن آن از افق مشرق هنگام غروب خورشید گفته می‌شود. برای سیاره‌های بیرونی، ظهور شامگاهی در مقابله رخ می‌دهد.  
به همین ترتیب، ظهور شامگاهی ماه هنگامی که ماه تقریباً کامل است رخ می‌دهد، که در قلیلی از موارد ممکن است همراه با ماه‌گرفتگی باشد. 